# Barnstorf-Warle
Barnstorf-Warle - obszar wolny administracyjnie (gemeindefreies Gebiet) w Niemczech w kraju związkowym Dolna Saksonia, w powiecie Wolfenbüttel. Teren jest niezamieszkany.